# NGC 5656
NGC 5656 este o hi (21cm) source⁠(d) situată în constelația Boarul. A fost descoperită în 1 mai 1785 de către William Herschel. Se află la o distanță de 66,68 de megaparseci de Pământ.